# The Silver River
The Silver River (título original en inglés; en español, El río de Plata) es una ópera de cámara en un acto con música de Bright Sheng y libreto en inglés de David Henry Hwang.  Se estrenó en el Festival de Música de Cámara de Santa Fe, Nuevo México en 1997. También se ha representado en el Festival de Spoleto en Charleston, Carolina del Sur.
The Silver River combina la ópera occidental con el teatro y la danza con ópera china y virtuosas interpretaciones solistas de la pipa (laúd chino). La historia se basa en un viejo relato folclórico chino de cuatro mil años de antigüedad sobre la creación del Día y la Noche, una historia de amantes malhadados, una diosa tejedora y un vaquero mortal. 
En las estadísticas de Operabase no aparece entre las óperas representadas en el período 2005-2010.

## Orquestación
- Flauta, doblando flautín y flauta alto.
- Clarinete, doblando clarinete bajo y percusión.
- Pipa
- Percusión
- Violín, doblando percusión.
- Violonchelo, doblando percusión.

El flautista aparece en el escenario como un vaquero; el intérprete de pipa aparece en escenar como una diosa-tejedora.